# Mikakunin Chugakusei X
| Оценки критиков     | Оценки критиков |
| Источник            | Оценка          |
| ------------------- | --------------- |
| Rolling Stone Japan | [ 1 ]           |

«Mikakunin Chuugakusei X» (яп. 未確認中学生X Микакунин Тю:гакусэй Экксу, «Неизвестные ученицы X») — пятый мэйджор-сингл японской идол-группы Shiritsu Ebisu Chugaku. Вышел в Японии 20 ноября 2013 года на лейбле Defstar Records.

## История
С 14 ноября 2013 года (то есть за несколько дней до намеченного на 20 ноября релиза сингла) песня «Mikakunin Chugakusei X» стала доступна для выбора на аркадных автоматах Dance Evolution Arcade. Хореография в игре оригинальная — та же, что исполняют участницы группы. Девушек из Shiritsu Ebisu Chugaku тоже можно во время игры увидеть. (В этой игре ты выбираешь песню и танцуешь заданный танец перед автоматом.)
Сингл был издан на CD в трёх версиях: лимитированной «А», лимитированной «Б» и «Субкультурной» (обычной).
Японская версия журнала «Rolling Stone» положительно оценила релиз, дав ему 3 звёздочки из пяти. Журнал писал: «Уморительно торжественно открывающаяся заглавная песня — забойный танцевальный номер, прилипчивый рефрен которого про „дзуккюн-дзуккюн“ остаётся звучать в ушах». Отметив, что и на этот раз на сингле много дополнительных треков, рецензент особо упомянул одну, — включённую в одно из лимитированных изданий песню «I’m Your Manager!!!», которую Кэнъити Маэямада попросил написать пользователей Твиттера. Причём просил-то он написать песню ободряющую, а получилась отличная плакательная (вызывающая слёзы).

## Состав
Shiritsu Ebisu Chugaku:
Мидзуки, Рика Маяма, Нацу Анно, Аяка Ясумото, Аяка Хирота, Мирэй Хосино, Хироно Судзуки, Рина Мацуно, Хината Касиваги

## Список композиций

### Лимитированное издание «α»
| №  | Название                                  | Автор(ы)                                                                         | Длительность |
| -- | ----------------------------------------- | -------------------------------------------------------------------------------- | ------------ |
| 1. | «Mikakunin Chuugakusei X» (未確認中学生X) | Слова и музыка: Имакисаса; аранжировка: Ападдзи, Имакисаса                       |              |
| 2. | «U.B.U.»                                  | Слова: Такафуми Икэда, Манэкин Сэнсэй; музыка и аранжировка: Такафуми Икэда      |              |
| 3. | «I'm your MANAGER!!!»                     | Слова: Кэнъити Маэямада, все из Твиттера; музыка и аранжировка: Кэнъити Маэямада |              |
| 4. | «Mikakunin Chuugakusei X (Less Vocal)»    |                                                                                  |              |
| 5. | «U.B.U. (Less Vocal)»                     |                                                                                  |              |
| 6. | «I'm your MANAGER!!! (Less Vocal)»        |                                                                                  |              |

### Лимитированное издание «β»
| №  | Название                                    | Автор(ы)                                                   | Длительность |
| -- | ------------------------------------------- | ---------------------------------------------------------- | ------------ |
| 1. | «Mikakunin Chuugakusei X»                   |                                                            |              |
| 2. | «U.B.U.»                                    |                                                            |              |
| 3. | «Tsukatte Portfolio» (使ってポートフォリオ) | Слова и музыка: Сацуки га Тэнкомори; аранжировка: Масая Оя |              |
| 4. | «Mikakunin Chuugakusei X (Less Vocal)»      |                                                            |              |
| 5. | «U.B.U. (Less Vocal)»                       |                                                            |              |
| 6. | «Tsukatte Portfolio (Less Vocal)»           |                                                            |              |

### «Субкультурное издание» (обычное)
| №  | Название                                 | Автор(ы) | Длительность |
| -- | ---------------------------------------- | --- | ------------ |
| 1. | «Mikakunin Chuugakusei X»                | |              |
| 2. | «U.B.U.»                                 | |              |
| 3. | «Thanks! Merry Christmas K»              | Слова: Дзюнко Цудзи, Такэси Исодзаки; музыка: Кодзи Уэда, Такэси Исодзаки; аранжировка: Кодзи Уэда, Рёсэй Кавабара |              |
| 4. | «Mikakunin Chuugakusei X (Less Vocal)»   | |              |
| 5. | «U.B.U. (Less Vocal)»                    | |              |
| 6. | «Thanks! Merry Christmas K (Less Vocal)» | |              |

## Чарты
| Чарт (2013)                 | Наив. поз. |
| --------------------------- | ---------- |
| Oricon Daily Singles Chart  | 1          |
| Oricon Weekly Singles Chart | 4          |